# Platte City
Platte City es una ciudad ubicada en el condado de Platte en el estado estadounidense de Misuri. En el Censo de 2010 tenía una población de 4691 habitantes y una densidad poblacional de 495,95 personas por km².

## Geografía
Platte City se encuentra ubicada en las coordenadas 39°21′29″N 94°46′3″O / 39.35806, -94.76750. Según la Oficina del Censo de los Estados Unidos, Platte City tiene una superficie total de 9.46 km², de la cual 9.35 km² corresponden a tierra firme y (1.15%) 0.11 km² es agua.

## Demografía
Según el censo de 2010, había 4691 personas residiendo en Platte City. La densidad de población era de 495,95 hab./km². De los 4691 habitantes, Platte City estaba compuesto por el 88.94% blancos, el 4.58% eran afroamericanos, el 0.49% eran amerindios, el 1.39% eran asiáticos, el 0.17% eran isleños del Pacífico, el 1.58% eran de otras razas y el 2.86% pertenecían a dos o más razas. Del total de la población el 4.86% eran hispanos o latinos de cualquier raza.